# Kemijsko oružje
Kemijsko oružje su sve vrste bojnih otrova i sredstava kojima se oni dopremaju na cilj i aktiviraju. Kemijsko oružje je namijenjeno za masovno uništavanje, ozljeđivanje ili onesposobljivanje neprijateljskoga ljudstva i životinja, za zagađivanje (kontaminaciju) borbenih i tehničkih sredstava, zemljišta, objekata, hrane i vode, kao i za zadimljivanje i izazivanje požara. Kemijsko oružje može djelovati prilikom udisanja, pri dodiru s kožom, kroz hranu ili ubrizgavanjem.

## Bojni otrovi
Bojni otrovi su otrovne tvari koje se u ratu koriste za uništavanje ili onesposobljivanje ljudi, životinja i biljaka te za zagađivanje zemljišta i objekata. Glavna su dio kemijskoga oružja i u borbi se njima djeluje iz raznih vrsta kemijskoga streljiva i lansirnih sredstava, od ručne bombe, mina i granata do kemijskih i kasetnih bombi, bojnih glava rakete, zrakoplovnih i drugih uređaja za raspršivanje. To su uglavnom tekućine ili čvrste tvari, rjeđe plinovi. 
Haškom konvencijom 1899. prvi je put bila zabranjena proizvodnja i uporaba bojnih otrova u ratne svrhe. Ipak, najviše su se koristili u Prvom svjetskome ratu (122 000 tona uzrokovalo je smrt 91 000 i ozljede 1 297 000 osoba). Iako je Ženevskim protokolom iz lipnja 1925. potvrđena zabrana primjene kemijskoga i biološkoga oružja, uporaba bojnih otrova u ratnim sukobima ipak je nastavljena. Talijanska je vojska u ratu s Etiopijom (1936.) uporabila plikavce i zagušljivce, a japanska vojska u ratu protiv Kine (od 1937. do 1943.) iperit. 
U Drugom svjetskome ratu bojni otrovi nisu se koristili, ali su služili za masovno uništavanje ljudi u nacističkim koncentracijskim logorima. Tijekom Vijetnamskoga rata (od 1964. do 1973.) vojska SAD-a uporabila je više od 90 000 tona otrovnih kemikalija, uglavnom suzavaca i herbicida, a otrovi tabun i iperit uporabljeni su 1984. u iračko-iranskome ratu. U razdoblju od 1966. do 1978. Opća skupština Ujedinjenih naroda donijela je nekoliko rezolucija o zabrani uporabe kemijskoga oružja. Nakon pregovora koji su od 1980. vođeni u okviru UN-a, u rujnu 1992. donesena je Konvencija o kemijskome oružju (eng. Chemical Weapons Convention – CWC), kojom je zabranjen njegov razvoj, proizvodnja i skladištenje, te je određeno uništenje postojećih zaliha. Konvencija je bila otvorena za potpisivanje od siječnja 1993., a stupila je na snagu u travnju 1997. (prihvaća je većina država članica UN-a). 

### Podjela
Prema otrovnosti bojni otrovi razvrstavaju se na smrtonosne, namijenjene ubijanju ljudi i životinja, i nesmrtonosne, namijenjene onesposobljivanju ljudi. Prema načinu djelovanja na organizam razlikuju se: 
- plikavci (iperit, dušični iperit, luizit, fozgenoksim) uzrokuju plikove (mjehuriće) i opekline u dodiru s kožom;
- zagušljivci (klor, fozgen, difozgen, klorpikrin) uzrokuju kašalj i gušenje te otok u plućima;
- nadražljivci djeluju kao suzavci (klorpikrin, kloracetofenon) i kihavci (difenilklorarsin, adamsit);
- živčani ili nervni otrovi (triloni: tabun, sarin, soman) stvaraju teške živčane poremećaje koji obično uzrokuju smrt;
- psihokemijski bojni otrovi ili psiho-otrovi, na primjer halucinogene tvari kao što je LSD, uzrokuju pojave slične psihozama. 
  - od smrtonosnih bojnih otrova razvijenih nakon Drugog svjetskoga rata najvažniji su živčani otrovi tipa V, kojih je karakterističan predstavnik VX, više desetaka puta otrovniji od sarina. U skupinu smrtonosnih bojnih otrova uz plikavce, zagušljivce, opće i živčane, svrstavaju se i toksini, produkti bioloških procesa ekstremno visoke otrovnosti. Od nesmrtonosnih bojnih otrova nakon Drugog svjetskoga rata razvijen je otrov CS, koji se koristi i kao takozvani policijski otrov za suzbijanje nereda. Od njega je manje otrovan, ali djelotvorniji, otrov CR, dok je BZ predstavnik otrova s produženim djelovanjem.
  - binarni bojni otrovi nastaju u bojnim glavama (projektili) ili bombama od dviju razmjerno neotrovnih tvari koje kemijski reagiraju i stvaraju bojni otrov tijekom leta prema cilju. Binarni sustavi razvijeni su za otrove VX i sarin. Bojni otrovi otkrivaju se raznim vrstama kemijskih detektora, a s ljudi, životinja, zemljišta i objekata uklanjaju se sredstvima za dekontaminaciju.[2]

## Poveznice
- Kemijsko ratovanje